# Minneapolis sound
Minneapolis sound (anche Minneapolis groove) è un genere musicale ibrido tra synth pop,
funk, new wave e pop rock.
Il più celebre esponente del genere è stato il cantante statunitense Prince.